# Volče, Tolmin
Volče este o localitate din comuna Tolmin, Slovenia, cu o populație de 589 de locuitori.